# Дуална планета
У астрономији, дуална планета (или бинарна планета) је бинарни систем, где оба тела имају планетарне масе. Израз није признала Међународна астрономска унија и, самим тим, није признат као званична класификација. У 2006. години, Генерална Скупштина Међународне астрономска уније разматрала је предлог да Плутон и Харон буду класификовани као дуална планета, али је понуда била напуштена у корист садашње дефиниције планете. Током промоције СМАРТ-1 мисије, што је било пре званичне дефиниције планете од стране МАУ, Европска свемирска агенција једном приликом је навела да је систем Земља–Месец дуална планета.
Неки дуални астероиди, који чине астероиди приближно исте масе, понекад се неформално називају двоструким малим планетама. Ово укључује дуалне астероиде 69230 Хермес и 90 Антиопа и дуална тела Којперовог појаса, 79360 Сила–Нунам и 1998 WW31.

## Дефиниција „дуалне планете“
Постоје различити ставови о разликама између „дуалне планете“ и „система планете и месеца”. Следе неки од предлога.

### Оба тела задовољавју критеријум планете
Ова дефиниција предложена у астрономском часопису (енгл. Astronomical Journal), захтева да оба тела испуњавају критеријум чишћења орбите, како би се сматрала системом „дуалне планете“.

### Однос маса приближно једнак
Важна ствар у одређивању „дуалне планете“ је однос маса два тела. Тела са приближно једнаким односом маса имају веће шансе да буду проглашене дуалним планетама. Користећи ову дефиницију, сателити Марса, Јупитера, Сатурна, Урана и Нептуна лако могу бити искључени; сви они имају много мање масе него 0.00025 (1⁄4000) масе планете у чијој се орбити налазе. Неке патуљасте планете, такође имају сателите са знатно мањом масом од саме патуљасте планете.
Најзначајнији изузетак је систем Плутон–Харон. Однос маса Харона и Плутона је 0.117 (≈ 2⁄17) што је довољно близу 1, па су Плутон и Харон често ословљавани, од стране многих научника, као „дуалне патуљасте планете“ („дуалне планете“ пре дефиниције „планете“ из 2006. године). Међународна астрономска унија (МАУ) тренутно сврстава Харон као сателит Плутона, али је изразила спремност да размотри сврставање ових тела као дуалних патуљастих планета у будућности.
Однос маса Месеца и Земље износи 0.01230 (≈ 1⁄81), што је такође ближе 1 у поређењу са свим осталим односима маса сателита и планете. Сходно томе, неки научници сматрају систем Земља-Месец као дуалну планету, иако је то мишљење мањине. Еридин усамљени пратилац, Дизномија, има пречник негде око 1/4 Еридиног. Подразумевајући сличне густине (састав Дизномије се можда не разликује значајно од Еридиног), однос маса био би приближно 1⁄40, што је између вредности које имају системи Месец–Земља и Харон–Плутон.
Следећи критеријум покушава да се одговори на питање: „Колико приближан треба да буде однос масе?“

### Позиција центра масе
У овом тренутку, најчешће предлагана дефиниција система дуалних планета је у томе што барицентар, око којих оба тела орбитирају, лежи изван оба тела. Према овој дефиницији, Плутон и Харон су двоструке (патуљасте) планете, јер орбитирају око тачке, која се очигледно налази изван Плутона, као што се види у анимацији, која је формирана од слика које је направила сонда Нови хоризонти у јуну 2015. године.
Према овој дефиницији, систем Земља–Месец није тренутно дуална планета, иако је Месец довољно масиван да узрокује измештање центра масе Земље, ова тачка се ипак налази у оквиру Земље. Међутим, Месец се удаљава од Земље брзином од око 3,8cm годишње; те ће за неколико стотина милиона година, систем Земља–Месец, имати центар масе који ће лежати ван Земље, што би га учинило дуалном планетом.
Занимљиво је напоменути да центар маса Јупитера и Сунца лежи изван површине Сунца, иако тврдећи да је Јупитер „дуална звезда“ није слично тврдњи да је Харон дуална планета. Проблем је у томе што нико не може тврдити да је Јупитер звезда, чак ни браон патуљак, због своје мале масе и немогућности да подржи било коју врсту фузије.

### Формирање система
Коначно разматрање је начин на који два тела стварају систем. За системе Земља-Месец и Плутон-Харон се верује да су формирани као резултат судара. Након судара два тела, остају фрагменти, који кроз акрецију формирају једно или два нова тела, са тим да веће од два првобитна тела остаје (али измењено). Међутим, велики судари нису довољан услов да два тела постану дуалне планете, јер такви судари могу такође да произведу мале сателите, као што су четири мањих спољних сателита Плутона.
Сада напуштена хипотеза порекла Месеца је заправо називана „хипотезом дуалне планете“. Идеја је била да су Земља и Месец формирани у истој области прото-планетарног диска Сунчевог система, под утицајем гравитационог привлачења. Ова идеја такође је проблематичан услов за одређивање два тела као дуалне планете, јер планета може да „ухвати“ сателите гравитационим привлачењем. На пример, сателити Марса (Фобос и Дејмос) се сматрају астероидима, који су давно заробљени око Марса. Таква дефиниција би такође сматрала систем Нептун-Тритон за дуалну планету, јер Тритон, тело сличне величине и састава као Плутон, је мигрирао из Којперовог појаса и касније заробљен од стране Нептуна.